# Helena (Jírovec)
Helena (v německém originále Helene) je opera (singspiel) o třech dějstvích českého skladatele Vojtěcha Jírovce na libreto Georga von Hofmanna podle epické básně Waltera Scotta Jezerní paní. Premiéru opery uvedlo 16. února 1816 vídeňské Divadlo u Korutanské brány (Theater am Kärntnertor).

## Vznik, charakteristika a historie
Skladatel Vojtěch Jírovec během, kdy působil jako kapelník vídeňské dvorní opery, napsal pro toto divadlo řadu děl, většinou drobných oper nebo baletů, avšak také několik rozměrných oper. Romantická zpěvohra Helena byla jeho první celovečerní operou od roku 1806, kdy měla premiéru velmi populární Agnes Sorel. Libreto Heleny bylo prvním – a podle recenzí nepříliš povedeným – dramatickým pokusem tajemníka dvorního divadla Georga von Hofmanna (1769–1845). Předlohou mu byla populární epická báseň Waltera Scotta Jezerní paní. Premiéra Heleny byla beneficí představitelky titulní role, paní Karoliny Seidlerové (1790–1872), dcery skladatele Antonína Vranického.
U recenzentů i diváků narazilo zejména libreto. Lipská hudební revue Allgemeine musikalische Zeitung ho komentovala blahovolně: „Básníkovi patří chvála za důstojnou, skutečně poetickou dikci. Co se v představení tu a tam zdá nepovedeným, ukazuje na nedostatek znalosti divadelního účinku, kterou však od spisovatele při prvním pokusu v operním oboru nelze vyžadovat. Proto lze ne bez příčiny vytknout například prázdnotu druhého dějství, ve kterém děj téměř stojí na místě; příliš časté používání modliteb a apostrof – slunce, přátelství, rána, lásky atd., čímž nutně musela vzniknout jistá jednotvárnost.“ Zato vídeňský časopis Theater-Zeitung se již při popisu děje nevyhnul jízlivostem a upozorňoval na různé nelogičnosti, minutí se dramatickým účinkem – například ve finále druhého dějství při scéně vypálení kláštera, která „se u publika minula účinkem a vyvolávala místo hrůzy smích“, a výhrady vznášel i vůči básníkově „poetické dikci“ : „bylo by bývalo žádoucí, aby se pan G. von Hofmann tolik neupínal na rýmy, čímž mnoho veršů skončilo mdle a podobá se parodickým veršovánkám.“

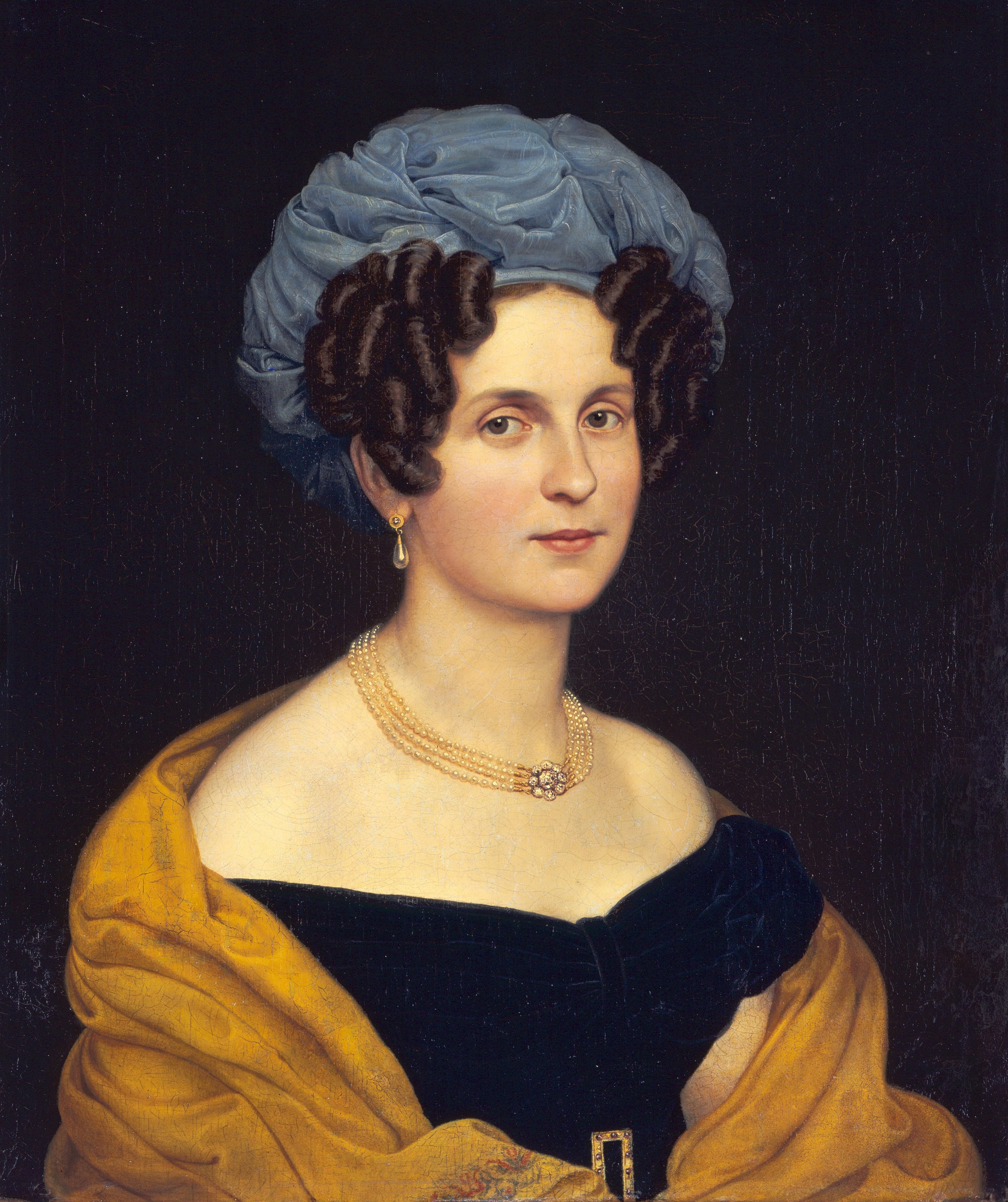
Pěvkyně Karoline Seidlerová rozená Vranická, první představitelka Heleny. Olejomalba Carla Josepha Begase

Jako přednost libreta Theater-Zeitung přinejmenším uznával, „že poskytuje skladateli příležitost prokázat svůj mnohostranný talent. Pan Jírovec poznovu skvěle prokázal hojnost nápadů a výtečnou vlohu pro něhu a sladkost. Finále prvního aktu, scény Heleny v klášteře, kde strávila šťastná léta svého mládí a kde její blouznění vždy znovu přerušuje chórový zpěv řeholnic, jsou mistrovsky vypracované a obdržely bezvýhradné ovace. Pan Jírovec byl hlučně vyvoláván,“ referoval tento list. I Allgemeine musikalische Zeitung tento veskrze kladný posudek Jírovcovy práce sdílel: „Hudba dle referentova mínění zaslouží více ovací, než kolik se jí dostalo. Metoda, téměř bych řekl osobnost, skladatele je v ní nepochybná; člověk je živě upomínán na otce Agnes Sorel a Očního lékaře: ale proti tomu vládne důsledně vznešený zpěv a srozumitelná instrumentace; četné momenty, např. jeden tercet, jeden kvartet a výtečně první finále, jsou zdařile utvářeny a mají uchvacující účinek.“ O provedení psal Theater-Zeitung že bylo „vynikající“ (až na Viktora Rosenfelda v úloze Normanna); „Dekorace byly nové a pěkné. Kostýmy skvostné. Potlesk částečný.“
Helena měla v Divadle u Korutanské brány přes své nedostatky poměrně úspěšný běh 16 představení, z nichž poslední se konalo 24. října 1816, a znamenala přinejmenším osobní triumf pro Karolinu Seidlerovou. O pět dní později, 28. října 1816, se konala její premiéra v německém divadle v Pešti. Hrála se jako benefice tamější primadony Nanette Cibulkové (roz. Mennerové) a jako dirigent se v tomto divadle poprvé představil jeho dřívější ředitel, skladatel Matouš Alois Cibulka. Vídeňský Theater-Zeitung o pešťském nastudování psal: „Přestože nám vývěska tuto operu zvěstovala jako dojemnou operu, ve skutečnosti nás dobrodružný, často přihlouplý děj a stokrát viděné divadelní efekty dojaly velmi málo. Hudba je hodná velkého mistra a díky ní jsme nevkusný děj přetrpěli.“ Přesto pešťský dopisovatel tvrdil: „Opera se líbila, k čemuž přispěly nové kostýmy, účelně aranžované kulisy a dobře provedené sbory.“ Dočkala se však jen jediné reprízy.
Žádné jiné divadlo Helenu neprovedlo a ani libreto, ani hudba nebyly vydány. O tři roky později měla premiéru jiná, mnohem úspěšnější operní adaptace Scottovy básně: Rossiniho Jezerní paní.

## Osoby a první obsazení
| osoba                                      | hlasový obor | premiéra (16. února 1816)         |
| ------------------------------------------ | ------------ | --------------------------------- |
| Duglas                                     | bas          | Carl Friedrich Clemens Weinmüller |
| Helena (Helene), jeho dcera                | soprán       | Karoline Seidler (roz. Wranitzky) |
| Malcolm, jeho syn                          | tenor        | Franz Anton Forti                 |
| Allan, bard, Duglasův přítel               | baryton      | Johann Michael Vogl               |
| Normann                                    | tenor        | Viktor Rosenfeld                  |
| Roderich                                   | tenor        | Joseph Gottdank                   |
| První vojevůdce                            | tenor        | Friedrich Heinrich Demmer         |
| Druhý vojevůdce                            | …            | Prinz                             |
| Válečník                                   | …            | Josef Perschl                     |
| Říšští velmoži, Roderichovi válečníci, lid |              |                                   |
| Dirigent: Vojtěch Jírovec                  |              |                                   |
| Výprava: Janitsch a Antonio de Pian        |              |                                   |
| Kostýmy: Philipp von Stubenrauch           |              |                                   |

## Děj opery
Odehrává se ve Skotsku za krále Jakuba II.

### 1. dějství

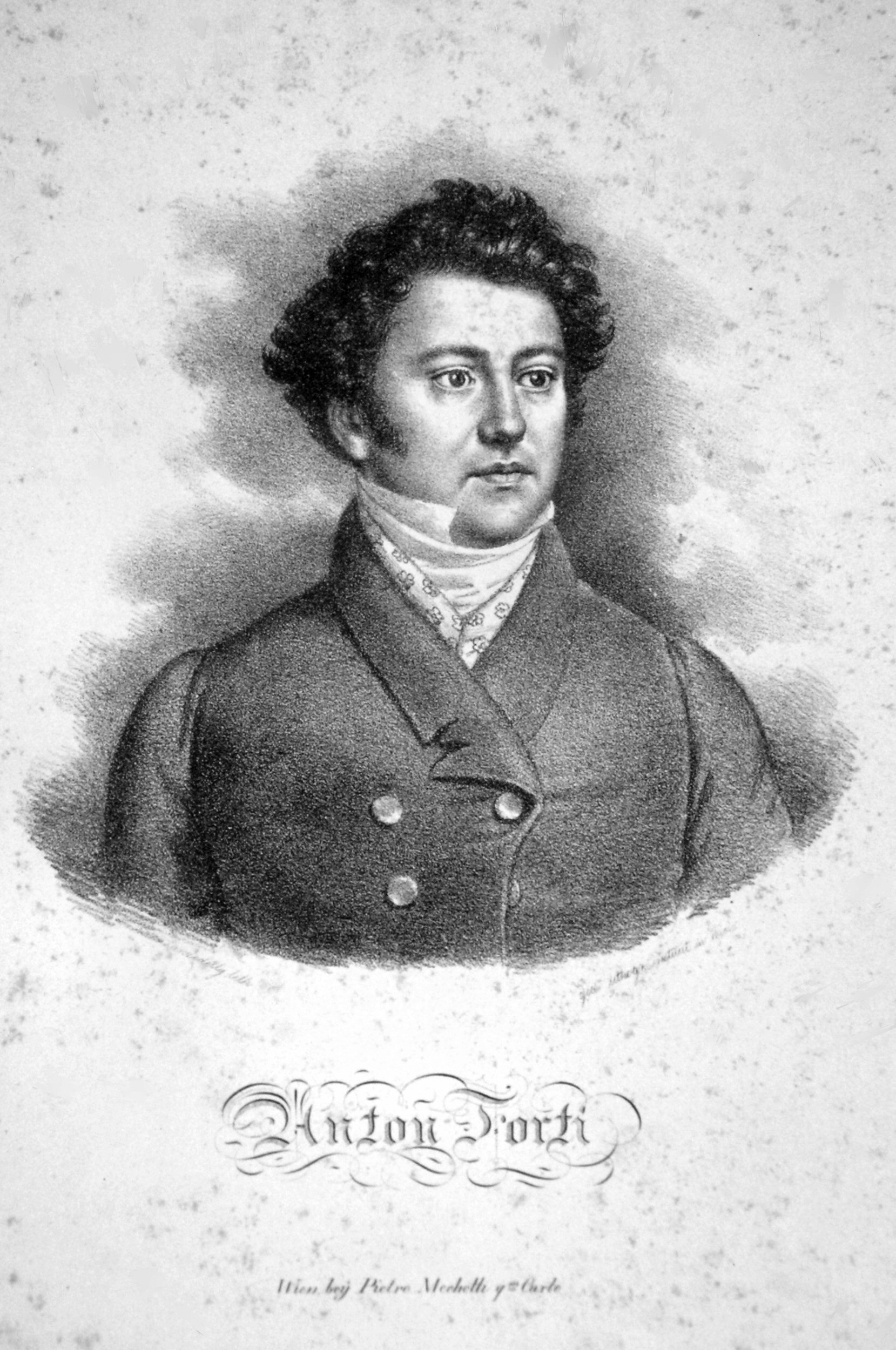
Zpěvák Franz Anton Forti, který v Heleně zpíval Malcolma. Litografie Josefa Lanzedelliho

Duglas, vychovatel a oblíbenec krále Jakuba Skotského, žije v ústraní na nenavštěvovaném ostrově se svou dcerou Helenou, synem Malcolmem a přítelem Allanem poté, co byl kabalou vypuzen ze dvora a z králova srdce. Normann, údajně mladý rytíř, ve skutečnosti však sám král Jakub, se seznámí s Helenou, zahoří láskou a po několika schůzkách požaduje konečně vědět, kdo jsou Helena a její otec. Helena byla Allanem varována, aby nevyzradila místo pobytu svého otce, a proto svému milému nic neprozradí, naopak ho prosí, aby ji opustil, protože jim osud přikazuje, aby se rozešli. Normann její prosby vyslyší a prchne.
Mezitím na ostrově obývaném Duglasem přistál Roderich, rovněž zavržený oblíbenec, s úmyslem získat Duglasova syna Malcolma pro sebe a své přátele, se kterými se spiknul proti králi Jakubovi. Po činech bažící mladík se s radostí chopí příležitosti k boji, která se mu nabízí, a přísahá na Roderichův prapor. Avšak právě když se chystají nalodit, objeví se Duglas, dozví se ke svému největšímu zděšení, že se proti jeho chovanci králi, kterého přes utrpění vypovězení miluje, chystá zrada a že jeho syn je se zrádci ve svazku. On, Helena a Allan nasazují všechny prostředky, aby od toho Malcolma prosbami a zapřísaháním odvrátili, ale Malcolm již přísahal a zůstává ke všem úpěnlivým prosbám hluchý. Duglas před svým synem dokonce klesne na kolena, aby ho od tohoto zločinu zdržel, avšak když vidí, že vše je marné, promění se jeho mírnost na zuření a hněv a Malcolm nastupuje na loď obtížen kletbou svého otce.

### 2. dějství

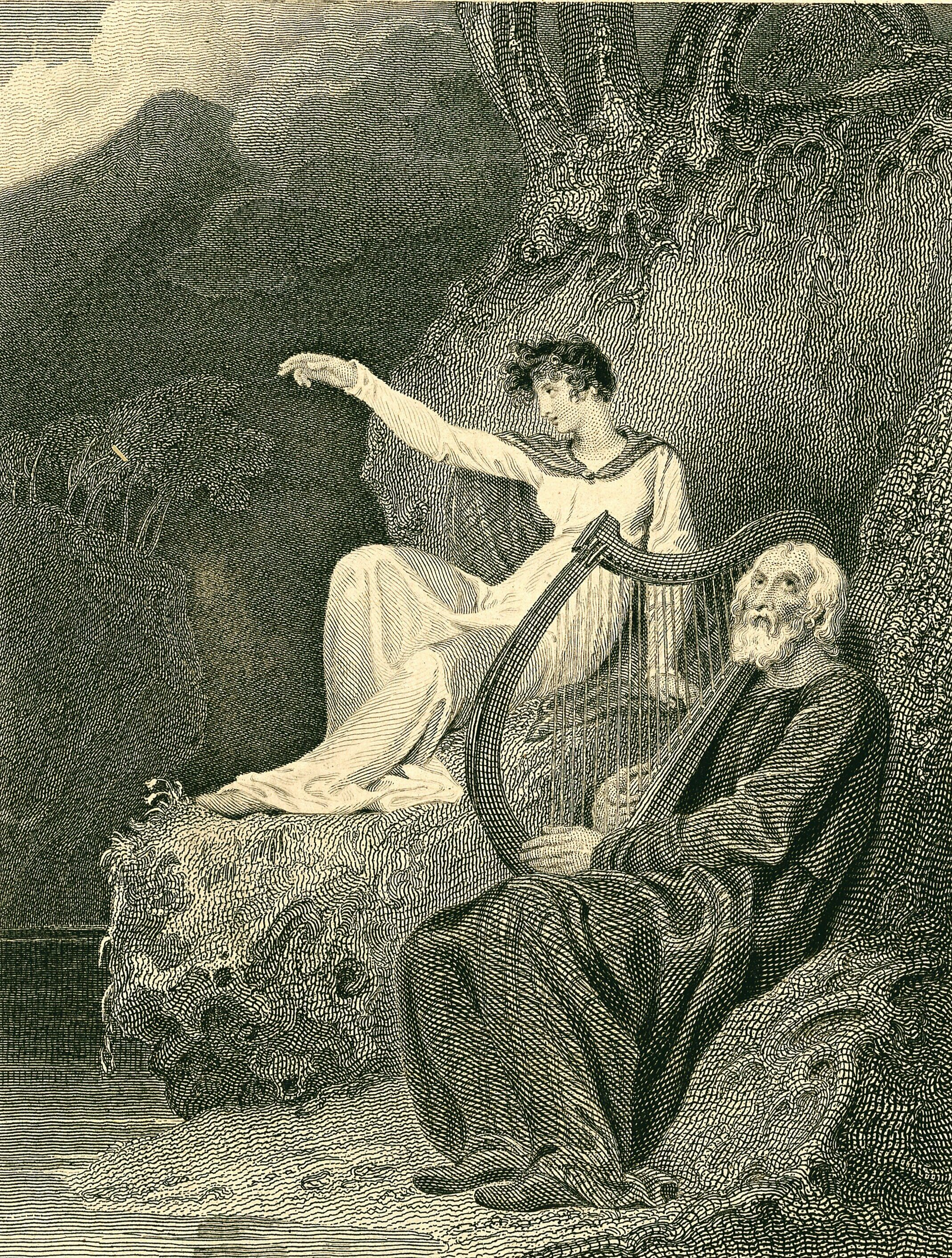

Duglas v doprovodu svého přítele Allana přivádí Helenu do bezpečí v ženském klášteře a rozhoduje se pokračovat přímo ke králi Jakubovi, aby ho zpravil o spiknutí. Helena se nalézá na nádvoří kláštera, její otec a Allan se již vzdálili, když sem najednou vřítí Norman, aby se ukryl před svými pronásledovateli. Vypráví Heleně, že viděl ozbrojence, jak se blíží k ostrovu, a když se snažil pro její ochranu přiblížit se k jejímu bývalému obydlí, málem by byl sám padl do jejich rukou; jen útěkem se mohl zachránit a málem už se ztratil svým pronásledovatelům z očí, když jeho kůň upadl; nezbylo mu tedy žádné jiné východisko než tento klášter.
Sotva Normann dokončil své vyprávění, je slyšet hlasy spiklenců. Helene ukryje svého milého na klášterním hřbitově, klekne si před jeho vchod a očekává vnikající bojovníky; ti ihned spěchají ke klečící panně, ona je však zapřísahá, aby nenarušovali klid místa odpočinku mrtvých. Zřejmě panenská krása anebo vrozená mírnost způsobí, že se tito jinak prudcí lidé neodváží hledat ani tam, ani v jinak prostranném dvoře kláštera, nýbrž se pustí všichni branou do vnitřních prostor, nenechávaje ani jediného na místě, a nechají tak Heleně čas zachránit Normanna a předtím ještě zazpívat dlouhý duet na rozloučenou a obdržet od něj prsten, o němž ji Normann ujišťuje, že s jeho pomocí nalezne vždy milost u krále Jakuba, a navíc ještě vyslechnout zraněného Allana, který sem přispěchal se zprávou, že Duglas byl zajat královskými jezdci, a přijmout rozhodnutí pílit s tímto prstenem za králem a prosit u něj o milost pro svého otce.
Čas nutný ke všem těmto událostem využili spiklenci k zapálení kláštera, a protože již svou přítomností na scéně Heleně a Normannovi nijak nepřekážejí, přitahují na dvůr řeholnice za vlasy a celý tento hrůzný obraz má být rozehříván hořícím klášterem.

### 3. dějství

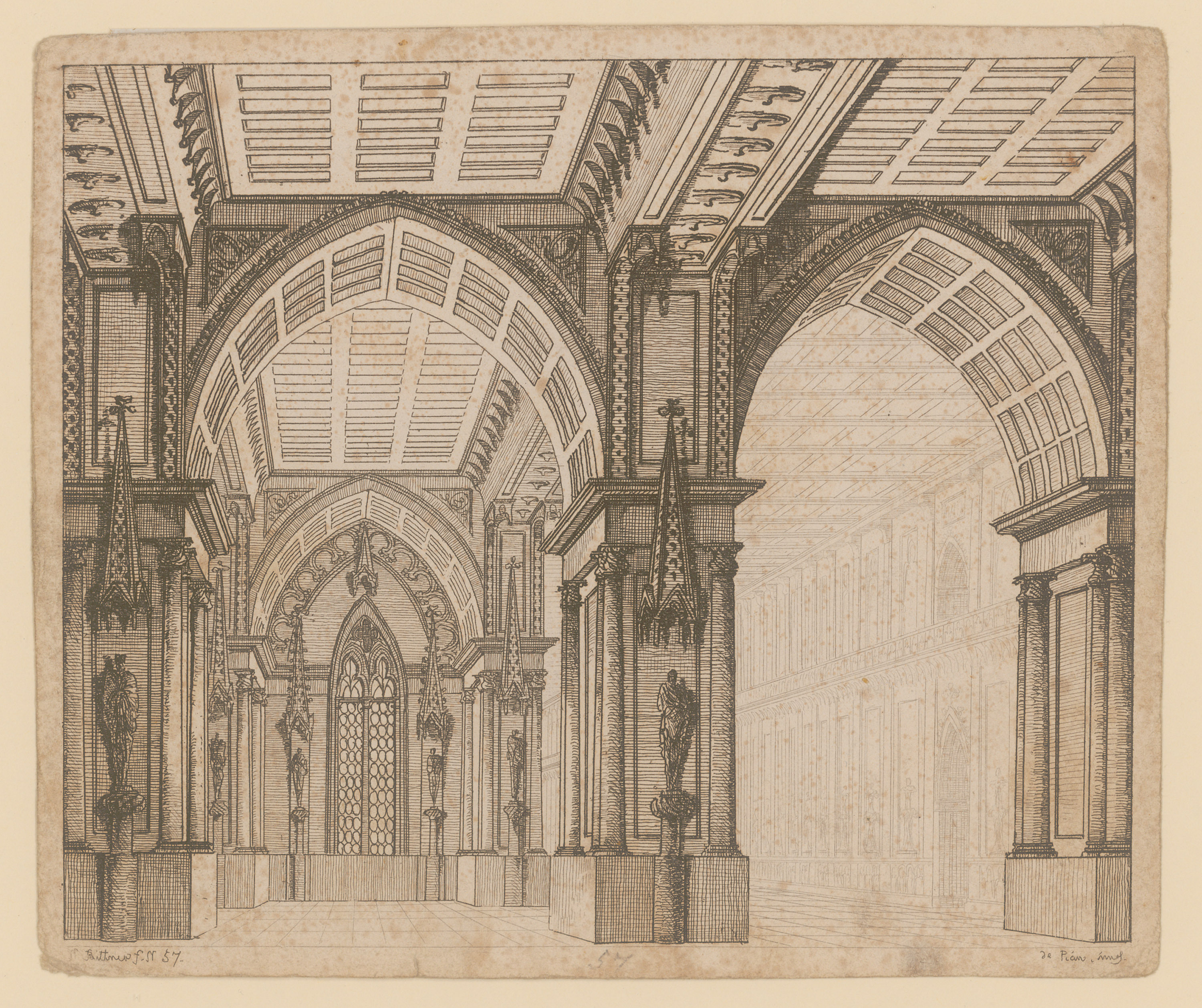
Dekorace k 3. dějství Heleny od Antona de Piana, rytina Norberta Bittnera

Roderich je již zabit, vzbouřenci rozprášeni a Helenin bratr Malcolm zajat. Helena se objeví na nádvoří hradu krále Jakuba a pomocí obdrženého prstenu, v němž je poznán Jakubův pečetní prsten, obdrží hravě přístup ke králi. Normann, který se zde nějak také nachází, se před Helenou vydává za králova prvního komorníka a slibuje jí, že ji u krále ohlásí.
Helena je nyní přiváděna do trůnního sálu krále; tam jsou již shromážděni mnozí říšští velmoži i sedláci a selky, král se objeví v lesku, Helena chce prosit o milost pro svého otce a bratra, vrhá se Jakubovi k nohám a s výkřikem v Jakubovi poznává Normanna, svého milého. Zatímco Helena je v bezvědomí, vysvětluje král souvislosti, odpouští Malcolmovi poté, co sám odprosí Duglase, a shromážděným Skotům přikáže, aby Heleně vzdali čest coby své královně, kterýžto rozkaz také všichni jako poslušní poddaní ihned provedou závěrečným sborem.